# Paul d'Alep
Paul d'Alep (en arabe : بولس ابن مكاريوس الزعيم الحلبي - Būlus ibn Makāriyūs ibn al-Za´īm al- Ḥalabī ; né vers 1627 à Alep et mort en 1669 à Tbilissi) est le fils de Macaire III d'Antioche. D’obédience melchite, Il fut archidiacre d'Alep. Historien et voyageur du XVIIe siècle, il est surtout connu pour son récit, Voyage du patriarche Macaire d'Antioche, qui est une source précieuse d'informations sur les relations entre les peuples de l’Europe Orientale et les chrétiens arabes de son époque.

## Biographie
Paul d'Alep nait vers 1627, l'année même du décès de sa mère, à Alep, ville dont son père était alors le métropolite sous le nom de Mîlâtiyûs (Mélèce). Le 8 mai 1642, il est nommé lecteur. La même année, il se rend en pèlerinage à Jérusalem en compagnie de son père et y rencontre Maxime Machutasdzé, catholicos d'Abkhazie. Il se marie le 17 février 1644 et il est ordonné archidiacre d'Alep le 21 novembre 1647.
Il se joint à la délégation menée par le patriarche Macaire, qui quitte Damas le 9 juillet 1652 pour se rendre dans les "pays orthodoxes du nord" afin d'y recueillir l'aide financière qui lui permettrait d'éteindre les dettes de son siège. Ce voyage le conduira d'abord à Constantinople puis en Moldavie (où le voïvode Basile le Loup avait promis son soutien au patriarche), en Valachie, à Kiev et finalement à Moscou. Il tombe malade sur le chemin du retour et meurt à Tbilissi. La date exacte du décès est inconnue, mais elle se situe probablement entre les mois de mai et juin 1669. En effet, dans une lettre de Tiflis adressée au Patriarche Josaphat de Moscou le 22 juin 1669, le patriarche Macaire écrit : « Nous sommes arrivés en Ibérie, où l’Archidiacre Paul est mort, après y avoir séjourné un mois » (Καὶ ῆλϑομεν ἡμεῑς εἰς τὴν Ἰβηρίαν ϰαὶ ἑϰαϑήσαμεν ἔνα μῆνα ϰαὶ ἀποτέθνηϰεν ὁ ἀρχιδιάϰονος Πάβλος).
Le récit qu'Il laisse de ce long voyage, où il est le secrétaire de son père, est d'une grande valeur historique.

## Œuvre
L’œuvre la plus importante de Paul est le récit qu'a laissé du voyage de son père, Les Voyages de Macaire, Patriarche d'Antioche. Cet ouvrage, écrit en arabe, est d'une grande valeur historique, c'est en effet le témoignage direct d'événements de l'histoire troublée des Balkans et de la Russie par un observateur étranger contemporain.
Paul y fait le récit des rencontres du patriarche avec de nombreux personnages importants de l'époque, notamment le patriarche Païsios Ier de Constantinople, les voïvodes Gheorghe Ștefan et Matthieu Basarab, l'hetman Bohdan Khmelnytsky et le tsar Alexis Ier. Il y fait également un compte-rendu du conflit entre les Cosaques d'Ukraine et la Pologne-Lituanie.
L'ouvrage est divisé en 15 livres. Dans le premier, Paul relate le séjour de Macaire à Constantinople. Dans le second, il décrit la traversée de la Moldavie, de la Valachie dans le troisième , de l'hetmanat d'Ukraine dans le quatrième. À partir du cinquième livre, Paul entame la relation du voyage de trois ans qu'il accomplit avec son père à travers la Russie. Dans le sixième livre il décrit Kolomna et Tula, du septième au dixième il relate en détail le séjour à Moscou et dans le livre onze, il retrace les visites à Novgorod et à Tver. Les quatre derniers livres décrivent le voyage de retour à Alep, en repassant par l'Ukraine, la Moldavie et la Valachie.
Paul a également écrit une Histoire des Patriarches d'Antioche.

## Éditions
- Francis Cunningham Belfour (trad.), The Travels of Macarius patriarch of Antioch (traduction anglaise), Londres, 2 vol., 1829 et 1836.
- Basile Radu (éd., trad.), Riḥlat al-Baṭrak al-Antâkî Makâriyûs al-Ḥalabî / Voyage du patriarche Macaire d'Antioche (texte arabe et traduction française), Patrologia Orientalis, t. XXII, fasc. 1 (PO 107), 1930 ; t. XXIV, fasc. 4 (PO 119), 1933 ; t. XXVI, fasc. 5 (PO 129), 1949.